# Cera

Cetil palmitato, un éster de cera típico.

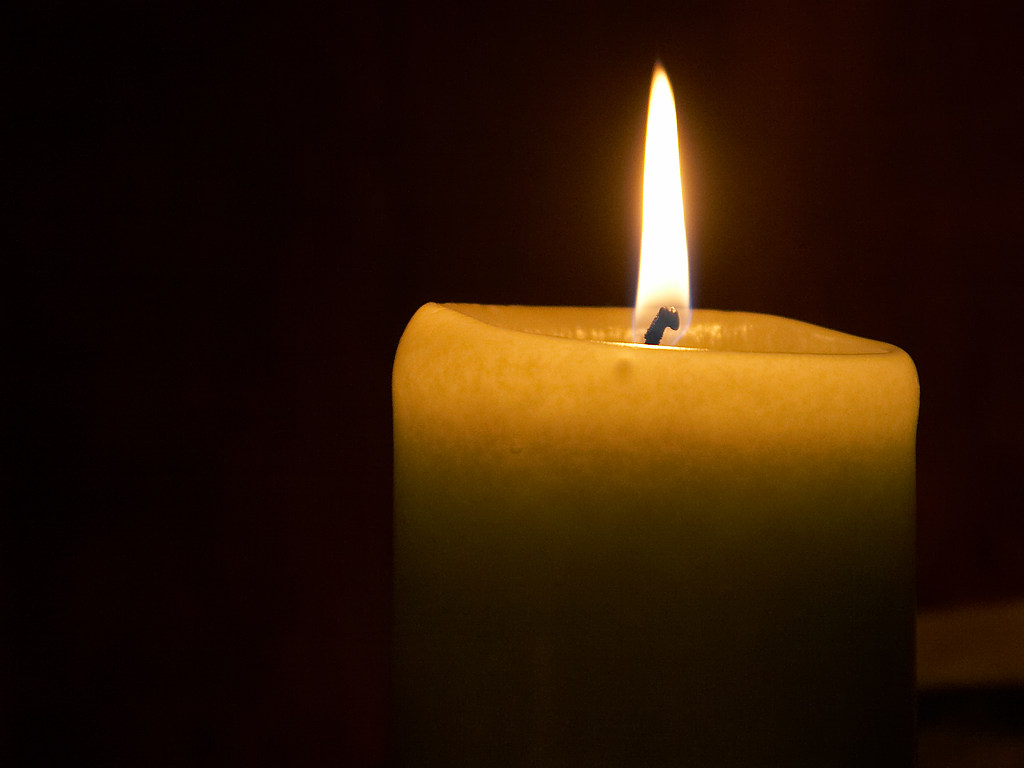
Vela de cera.

Las ceras biológicas son ésteres de los ácidos grasos de cadena larga (C14-C36) con alcoholes de peso molecular elevado, es decir, de cadena larga (C16 a C30). Son moléculas que se obtienen por esterificación, reacción química entre un ácido carboxílico y un alcohol. Entre los ácidos grasos más frecuentes destacan: ácido palmítico (C16), ácido esteárico (C18), ácido lignocérico (C24) y ácido melísico (C30). Entre los alcoholes más frecuentes, destacan: alcohol cetílico (C16), alcohol cerílico (C26) y alcohol mirícico (C30). Sus puntos de fusión (60-100 °C) son generalmente más elevados que los de los triacilgliceroles. Son sustancias insolubles en agua pero solubles en disolventes no polares, orgánicos. Todas las ceras son compuestos orgánicos, tanto sintéticos como de origen natural. No se enrancian, ya que no contienen insaturaciones susceptibles a oxidación.
En los animales la cera recubre la superficie del cuerpo, piel, plumas, etc. En vegetales las ceras recubren en la epidermis de frutos, tallos, junto con la cutícula o la suberina, que evitan la pérdida de agua por evaporación en las plantas. Otro ejemplo es la cera de abeja, constituida por un alcohol de cadena larga como el alcohol de miricilo (1-Triacontanol, C30H61OH) y ácido palmítico (CH3(CH2)14COOH). Los organismos que forman plancton son ricos en ceras, por esta razón, animales marinos de regiones frías, cuyo alimento principal es el plancton, acumulan ceras como principal reserva energética.

## Obtención

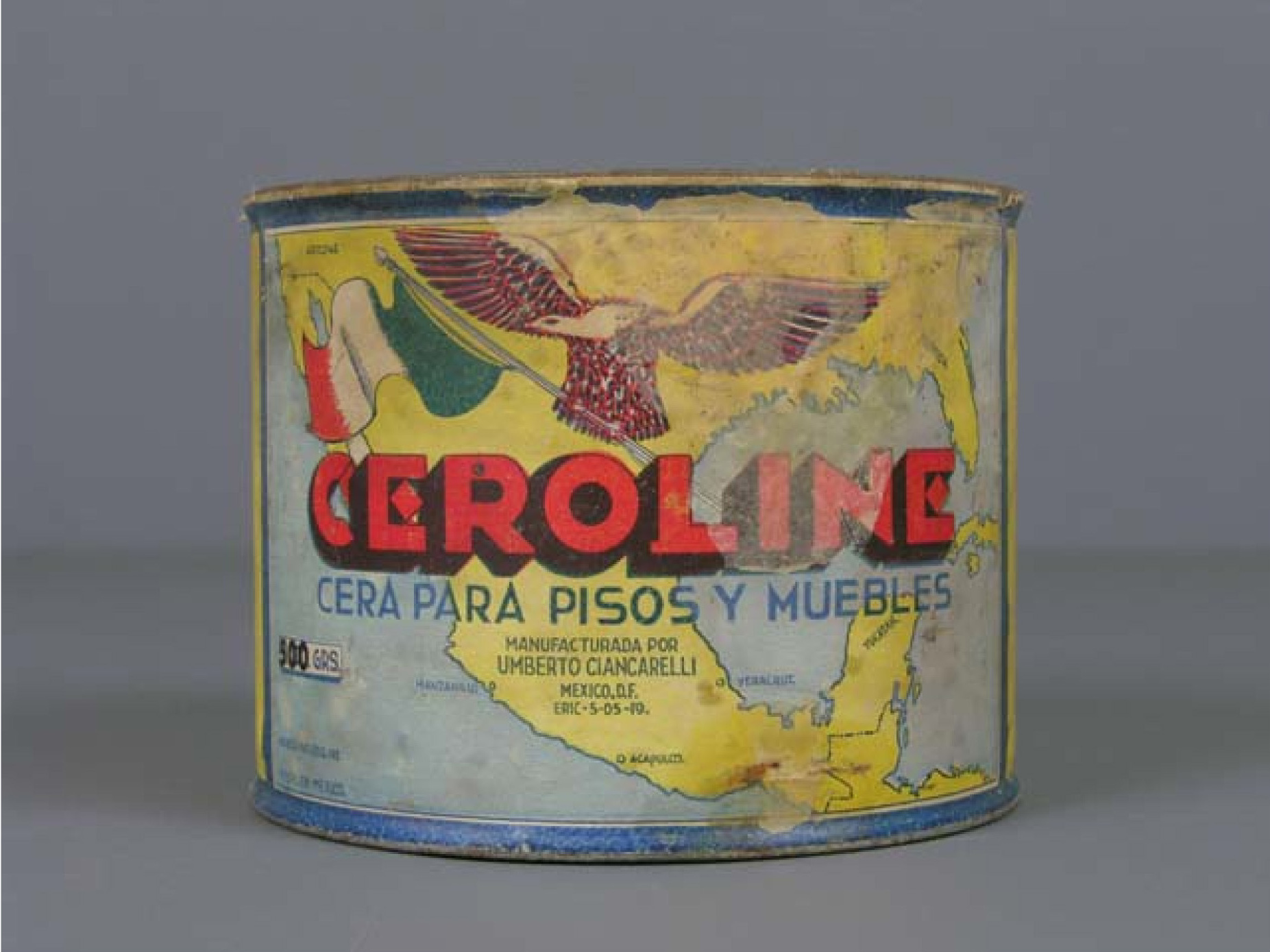
Cera para pisos y muebles "Ceroline" de la primera mitad del. De la colección del Museo del Objeto del Objeto.

El proceso de obtención de la cera varía en función de cuál sea el tipo de este producto del que estemos tratando. Por ejemplo, para la obtención de la cera presente en la piel de ciertos mamíferos, véase lanolina. En cuanto a la cera de abeja, se obtiene de los panales de cera que las abejas construyen dentro de sus colmenas. Una forma de obtenerla de los panales es colocarlos dentro de un recipiente cerrado y poner agua en el fondo que se calienta hasta que se forma vapor así funde la cera que flota en el agua y se separa del desecho que queda debajo, la cera líquida se vierte en recipientes para que se enfríe lentamente, presentando la cera un bajo peso específico, se separa de los restos extraños que quedan adheridos en la parte inferior del bloque de cera. Otra forma es mediante el cerificador solar que funde la cera al exponerlo a la luz del sol y que cae fundida en un recipiente en donde se pone un poco de agua para evitar que se pegue. La cera de abeja que recubre las celdas se denomina cera de opérculo y es la más apreciada, siendo muy clara de color, comparada con la obtenida de los cuadros melarios o cuadros de cría.

## Usos

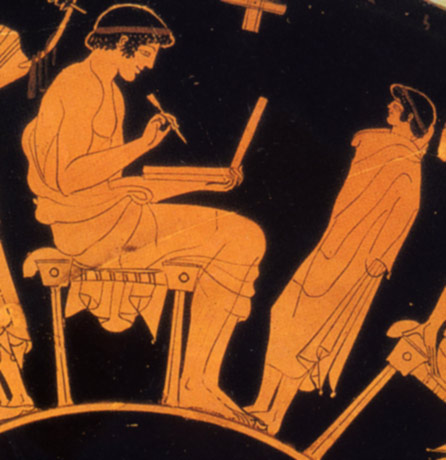
Antiguo griego escribiendo sobre una tablilla de cera.

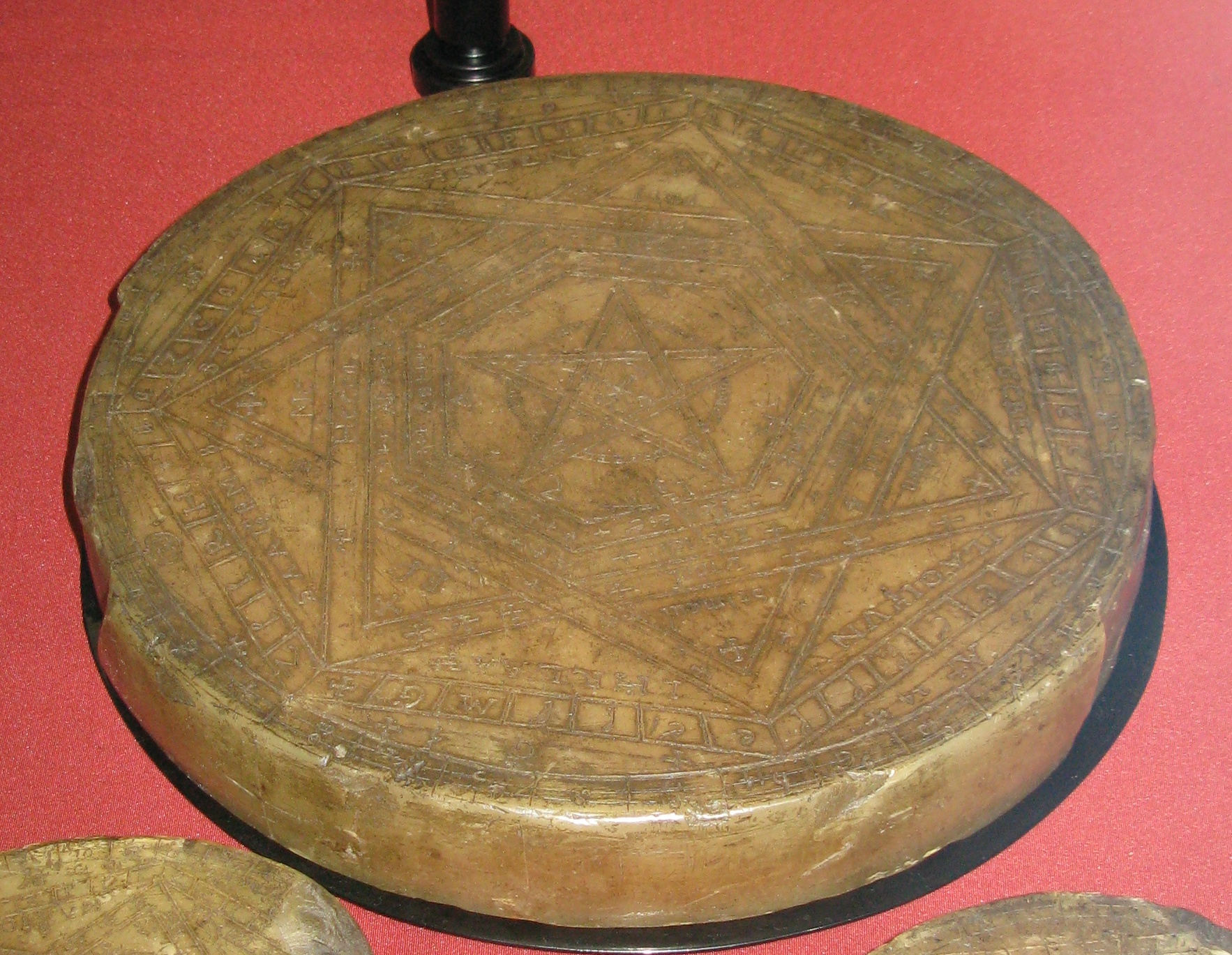
Sello de cera de John Dee.

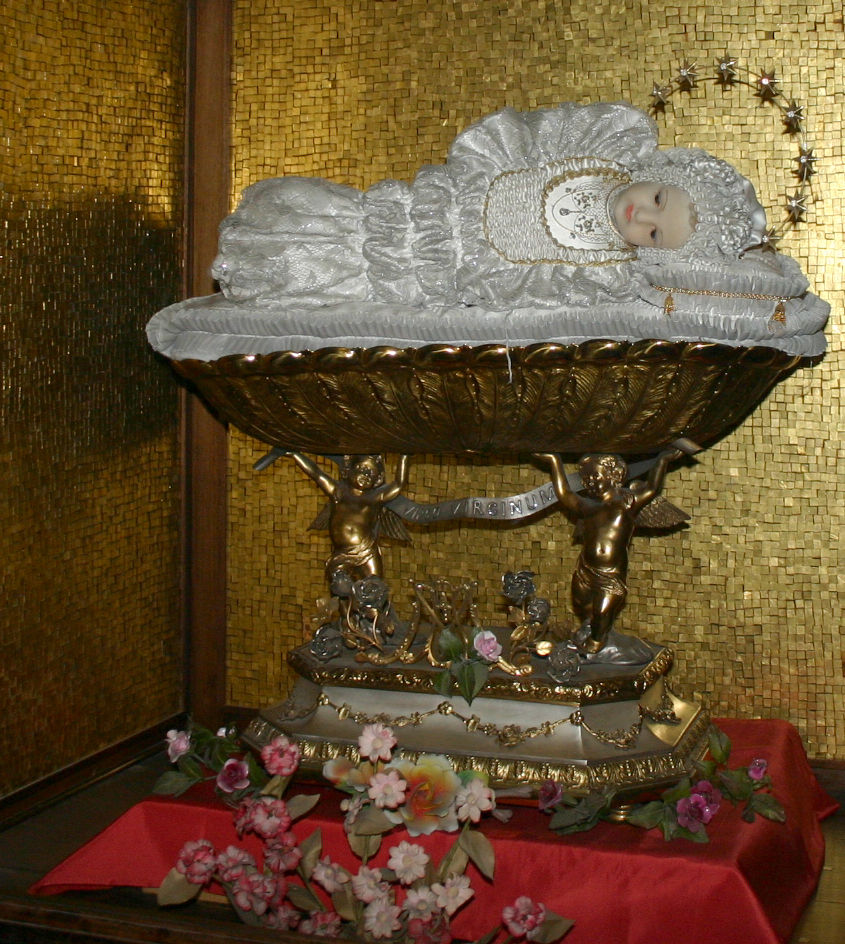
Figura de cera de la Santa niña María.

Se ha utilizado tradicionalmente para hacer velas, para alumbrado, de gran calidad; para encerar maderas, papel, telas y cuero, como conservante e impermeabilizante, y por ello, desde la construcción de una cerilla, hasta de un cartucho o munición en la industria militar. Es utilizada como material dieléctrico en virtud de que es aislante.
En cosmética, en forma de cremas o de ungüentos, debido a las propiedades antiinflamatorias y cicatrizantes de muchos de sus componentes. Otra aplicación cosmética es como depilatorio, ya que el vello se adhiere a ella y es más fácil de retirar.
En el arte es la técnica de pintura conocida como encáustica utilizada desde los romanos descrita por Plinio el Viejo en el siglo I. Posiblemente tomada de Egipto donde la utilizaban para confeccionar máscaras, retratos o efigies de los faraones. En la era industrial se la utilizó para la confección de figuras en los famosos museos de cera que existen en gran parte del mundo. Son muchos los pintores que utilizaron mezclas de cera y miel en sus óleos, desde la antigüedad hasta la Edad Moderna. También fueron utilizadas tablillas de cera para escribir sobre ellas o para recubrir escritos.[cita requerida]
En la época medieval, se usaba para confeccionar pasta para los sellos. De tal modo llegó a extenderse el uso de estos que Felipe el Hermoso de Francia, en una ordenanza que dio contra el lujo, editada en 1294, dispuso que «ningún burgués o escudero o clérigo no siendo prelado» pudiese usar de tales sellos. Cuanto más distinguida era la costumbre de sellar, más apreciada lo era la cera y por ello, fue objeto de regalo a los reyes. Lo sellos constituyen una industria especial de los siglos medios. Pero no fue esta la única aplicación de la cera. Los cirios que desde bien antiguo se usaron prestan también al arte campo para embellecerlos en la Edad Media con escudos de armas. Se comprende el empleo religioso que a tales cirios darían las reales personas.
Por otro lado, tenemos los exvotos de cera. En 1389, hallándose muy enfermo Carlos IV de Francia hizo voto de ofrecer a su primo Pedro de Luxemburgo que había muerto en opinión de santo, una estatua de cera de su tamaño que ejecutó Dyne Raponde. También Felipe II de Borgoña, viendo a su hijo mordido por un perro rabioso y sin que los remedios del médico contrarrestaran el mal mandó hacer en cera la imagen del niño del mismo peso que este y la envió a la iglesia donde estaban las reliquias de San Antonio en Viena.
Otra aplicación se dio también antiguamente a las efigies de cera colorida: exponerla vestida con las ropas de la persona cuando esta había muerto como si estuviera en cuerpo presente para que sus servidores vinieran a asistirle como en vida. Se practicó tan extraña costumbre con reyes, príncipes o grandes señores hasta entrado el siglo XVII y el período que se empleaba en estos honores póstumos del finado. También parece que se emplearon figuras de cera en la Edad Media y en el siglo XVI para exorcismos.
Desde el Renacimiento, se emplea la cera para la especialidad artística de la ceroplástica.
En la fundición es utilizada para la construcción de moldes y vaciados, tanto en forma positiva como negativa en una técnica denominada microfusión.